# YG Entertainment
YG Entertainment Inc. (tiếng Hàn: YG 엔터테인먼트) là một công ty giải trí đa quốc gia của Hàn Quốc được thành lập vào năm 1996 bởi Yang Hyun-suk. Công ty hoạt động như một hãng thu âm, công ty quản lý tài năng, công ty sản xuất âm nhạc, công ty tổ chức sự kiện và sản xuất buổi hòa nhạc cũng như nhà xuất bản âm nhạc. Ngoài ra, công ty điều hành một số liên doanh con dưới một công ty giao dịch đại chúng riêng biệt, YG Plus, bao gồm một dòng quần áo, một công ty quản lý gôn và một nhãn hiệu mỹ phẩm.
Các nghệ sĩ hiện tại bao gồm SECHSKIES, Akdong Musician, WINNER, AKMU, BLACKPINK,TREASURE và BABYMONSTER cũng như các diễn viên Choi Ji-woo, Cha Seung-won, Lee Sung-kyung và Yoo In-na và Son Na-eun. Các nghệ sĩ nổi bật khác bao gồm Jeon So-mi (trực thuộc công ty con The Black Label) và Anda (trực thuộc công ty con YGX).
Các cựu nghệ sĩ của công ty bao gồm Wheesung, Epik High, 1TYM, Gummy, Seven, Minzy, Park Bom, 2NE1, Nam Tae-hyun, Lee Jong-suk, Psy, Seungri, B.I, One, CL, Lee Hi, Jinusean Sandara Park, iKON và Kang Dong-won, BIGBANG, T.O.P, Taeyang, G-Dragon, Daesung.

## Lịch sử

### 1996–2005: Nguồn gốc hip hop, thành công ban đầu và thế hệ K-pop đầu tiên

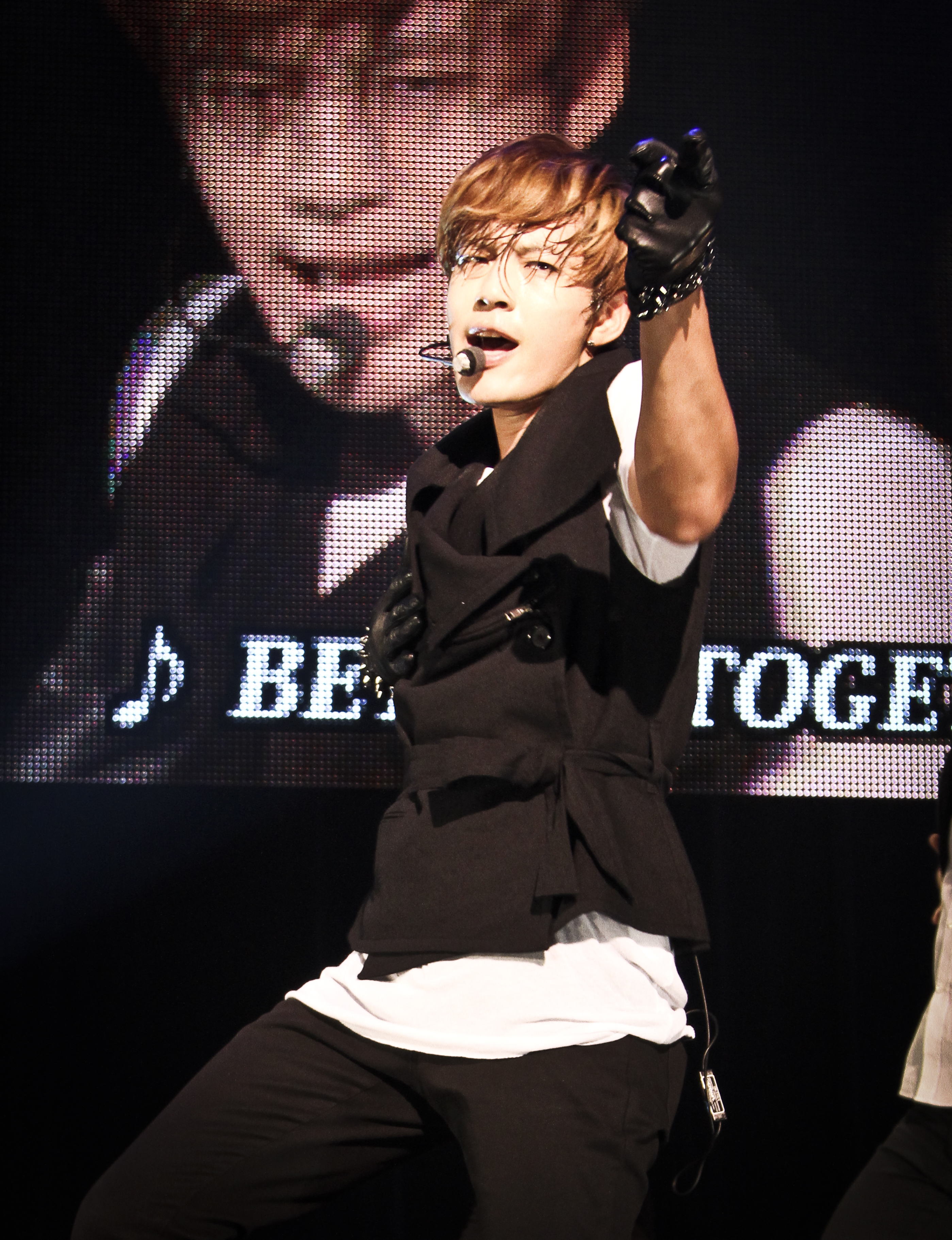
Se7en ra mắt dưới YG Entertainment vào năm 2003

Vào tháng 3 năm 1996, Yang Hyun-suk, cựu thành viên của nhóm nhạc K-pop thế hệ đầu tiên, Seo Taiji and Boys, đã thành lập YG Entertainment cùng với em trai của mình là Yang Min-suk. Nghệ sĩ đầu tiên của công ty là bộ ba hip hop Keep Six. Khi họ không thu hút được sự nổi tiếng, Yang Hyun-suk đã chuyển sự tập trung của mình sang bộ đôi Jinusean và ra mắt 1TYM vào năm 1998. Cả hai nhóm đều là những nghệ sĩ thành công được Yang Hyun-suk ghi nhận vì đã đưa YG và thể loại hip hop trở thành nền âm nhạc chính thống của Hàn Quốc.
Năm 1999, các nghệ sĩ của YG đã phát hành một album hợp tác mang tên YG Family. Công ty sau đó đã phát hành các sản phẩm âm nhạc của các nghệ sĩ như Perry, Swi.T, Big Mama, Lexy, Gummy và Wheesung. Nó cũng thành lập công ty "YG Underground", bao gồm 45RPM và Stony Skunk. Năm 2001, album YG Family thứ hai được phát hành. Trong số những nghệ sĩ khác, nó có sự góp mặt của cậu bé 13 tuổi, G-Dragon, khi đó đang là một thực tập sinh.
Công ty đạt được thành công ở cả Hàn Quốc và Nhật Bản với ca sĩ "thần tượng" đầu tiên Seven vào năm 2003, người đã trở thành nghệ sĩ đầu tiên của công ty cố gắng lấn sân sang thị trường âm nhạc Hoa Kỳ, mặc dù màn ra mắt tại Hoa Kỳ của anh không đạt được thành công.

### 2006–2011: Đột phá chính

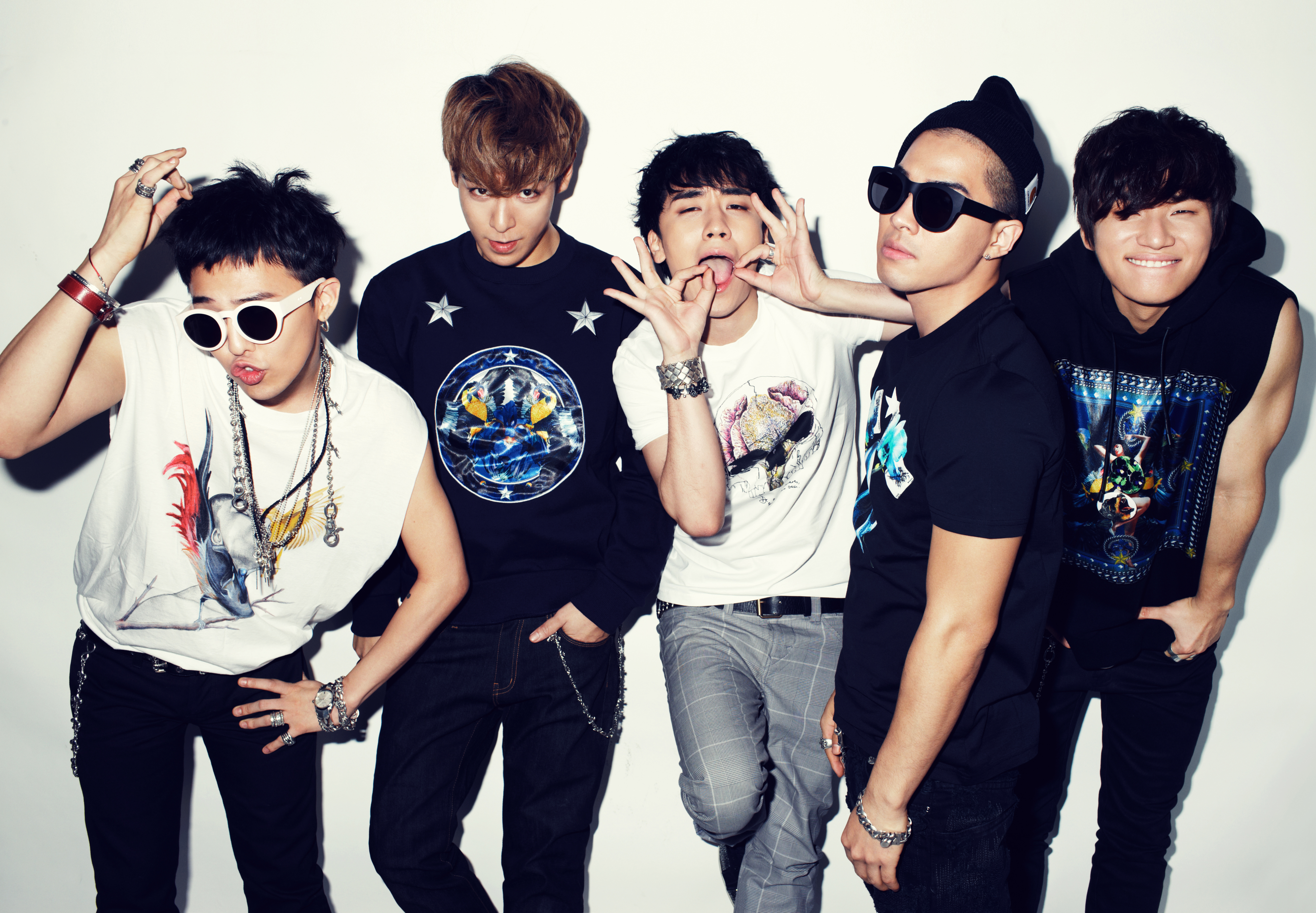
Big Bang ra mắt vào năm 2006 và chịu trách nhiệm cho hơn một nửa số album của YG được bán tại Hàn Quốc từ 2014 đến 2017.

Sau thành công của Se7en, YG đã thành lập nhóm nhạc thần tượng đầu tiên Big Bang vào năm 2006. Mặc dù ban đầu được đón nhận khá nồng nhiệt, nhưng sự bứt phá của nhóm được bắt đầu vào năm sau và sự nổi tiếng ổn định của họ đã khiến họ trở thành một trong những nhóm nhạc nam nổi tiếng nhất. Tiếp theo là nhóm nhạc nữ đầu tiên 2NE1 của YG vào năm 2009, trước khi tách nhóm vào năm 2016, họ đã được coi là một trong những nhóm nhạc nữ thành công và nổi tiếng nhất ở Hàn Quốc. Tương tự như Seven, cả hai nhóm đều có sự nghiệp thành công ở Nhật Bản.

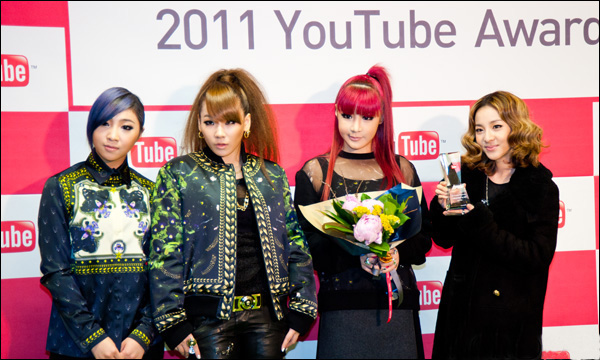
2NE1 ra mắt vào năm 2009 với tư cách là nhóm nhạc nữ lớn đầu tiên của YG và trở thành nhóm đầu tiên đạt được chín bài hát quán quân trên Gaon Digital Chart.

Năm 2010, YG đã có một động thái được công bố rộng rãi cho việc di dời đến một tòa nhà mới, trong khi trụ sở cũ trở thành một trụ sở đào tạo. Cùng năm, công ty đăng ký niêm yết trên thị trường chứng khoán nhưng không thành công; người ta nghi ngờ rằng điều này là do công ty có quá ít nhóm nhạc hoạt động và doanh thu không ổn định, mặc dù thu nhập tăng trong năm 2009. Cuối năm đó, công ty đã ký hợp đồng với nghệ sĩ Psy.

### 2012–2016: Sự công nhận quốc tế và mở rộng kinh doanh

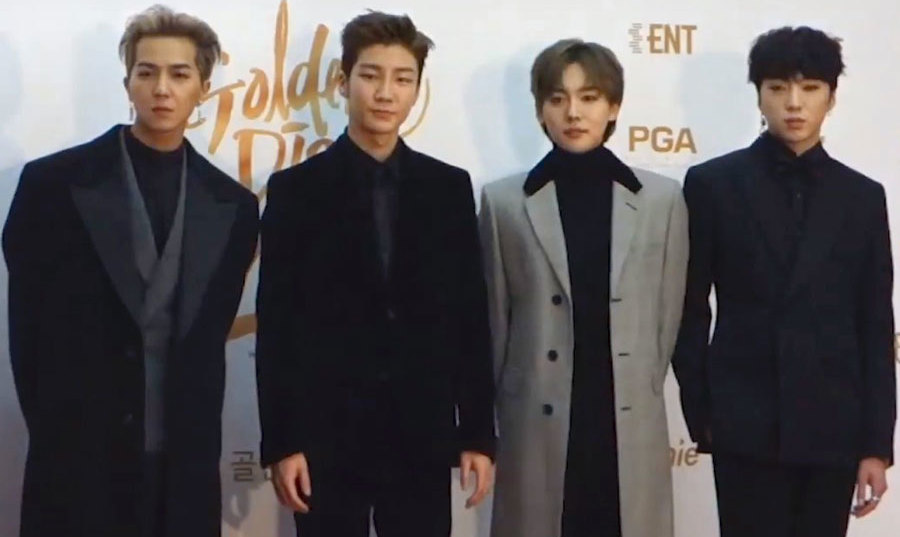
WINNER ra mắt thành công vào năm 2014 và trở thành nhóm nhạc K-Pop nhanh nhất đạt #1 trên các chương trình âm nhạc. Họ đã giành được chiến thắng đầu tiên trên chương trình âm nhạc chỉ sau sáu ngày ra mắt.

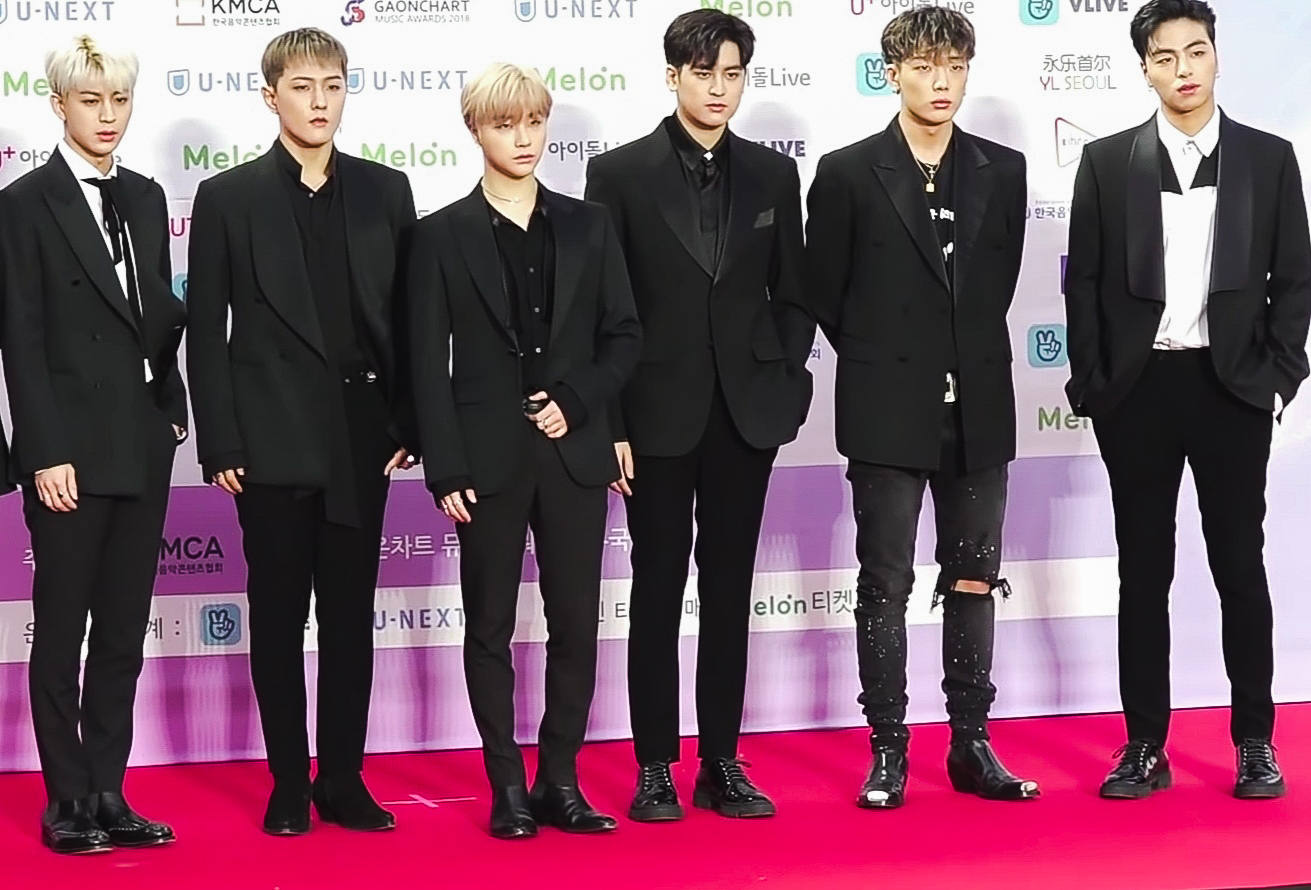
iKON ra mắt vào năm 2015. Đĩa đơn năm 2018 của họ, "Love Scenario", đã phá vỡ nhiều kỷ lục vào thời điểm đó; bao gồm bài hát có thời gian đứng đầu bảng xếp hạng lâu nhất, bài hát có nhiều giờ nhất 'perfect all-kills' và bài hát đầu tiên được chứng nhận Bạch kim bởi KCMA.

Năm 2012 đã mang lại cho YG sự công nhận quốc tế khi "Gangnam Style" của Psy trở nên phổ biến trên toàn thế giới như một video lan truyền. Vào ngày 21 tháng 8, nó đã đứng ở vị trí số 1 trên iTunes Music Video Charts. Đây là thành tích đầu tiên của một nghệ sĩ Hàn Quốc. Đến ngày 24 tháng 11, "Gangnam Style" đã trở thành video được xem nhiều nhất trong lịch sử YouTube và là video đầu tiên vượt qua 1 tỷ lượt xem. Bài hát được cho là nguyên nhân chính khiến giá cổ phiếu của YG tăng hơn 60%, công ty sau đó đã nộp báo cáo thường niên đầu tiên vào năm 2012 với lợi nhuận hơn 50%,  sau khi niêm yết trên KOSDAQ vào năm trước.
Cùng năm đó, công ty đã ký hợp đồng với rapper kiêm nhà sản xuất Tablo, trưởng nhóm của nhóm nhạc hip hop Epik High, bắt đầu lại sự nghiệp của anh sau một thời gian gián đoạn sự nghiệp âm nhạc sau cuộc tranh cãi ở trường Stanford. Epik High sau đó đã chuyển sang YG sau thành công của anh.
Việc Yang Hyun-suk tham gia nhiều hơn vào các chương trình truyền hình thực tế sống còn đã dẫn đến một số thỏa thuận hợp đồng với các thí sinh, bắt đầu với á quân mùa đầu tiên của K-pop Star là Lee Hi. Những người tham gia khác trong chương trình đã được ký hợp đồng với tư cách là thành viên tiềm năng của các nhóm nhạc nam tương lai của công ty. Vào mùa thứ hai của chương trình, cả hai người chiến thắng, bộ đôi anh em Akdong Musician và á quân Bang Ye-dam, đã ký hợp đồng với YG. Ngoài ra, chương trình thực tế WIN: Who is Next sau đó đã được YG công bố, trong đó hai đội nam thực tập sinh cạnh tranh với nhau để giành cơ hội ký hợp đồng với công ty và ra mắt với tư cách là nhóm nhạc nam tiếp theo của YG. Phần kết của chương trình thực tế đã chứng kiến sự hình thành của WINNER.
Vào năm 2014, YG đã mua lại đội ngũ nhân viên và diễn viên của T Entertainment, bao gồm Cha Seung-won, Im Ye-jin và Jang Hyun-sung. Ngoài ra, thông qua việc mua lại công ty quản lý người mẫu K-Plus, nó đã mở rộng bộ phận diễn xuất của mình thông qua sự ra mắt diễn xuất của người mẫu Lee Sung-kyung và Nam Joo-hyuk. cũng đã ký hợp đồng với nữ diễn viên Choi Ji-woo. Tập đoàn đầu tư tư nhân của tập đoàn LVMH, L Capital Asia, sau đó đã thông báo rằng họ sẽ đầu tư 80 triệu USD vào YG. Có trụ sở chính tại Singapore, L Capital Asia sẽ trở thành nhà đầu tư lớn thứ hai của YG với 11,5% cổ phần, chỉ đứng sau 28% của Yang Hyun-suk. Năm 2014, YG cũng mở rộng sang lĩnh vực làm đẹp với việc thành lập thương hiệu mỹ phẩm Moonshot.
Vào năm 2015, YG đã đầu tư gần 100 triệu USD vào một khu liên hợp công nghiệp mới có trụ sở tại Gyeonggi-do, dự kiến sẽ hoàn thành vào tháng 12 năm 2018. Bất động sản ở Seoul trị giá 16 tỷ KRW (14 triệu USD) cũng được mua với mục đích mở rộng trụ sở chính của họ. Trong năm đó, công ty cũng đã thành lập hai công ty con, công ty con đầu tiên do Tablo đứng đầu, và công ty con thứ hai do các nhà sản xuất YG, Teddy Park của 1TYM và Kush của Stony Skunk đứng đầu. Ngoài ra, các thành viên của đội thua cuộc từ chương trình thực tế WIN: Who is Next đã tập hợp lại và ra mắt với tên iKON, cùng với một thành viên mới.
Vào tháng 4 năm 2016, Gong Minji, thành viên nhỏ tuổi nhất của 2NE1 thông báo rằng cô ấy đã rời 2NE1, YG Entertainment tuyên bố rằng nhóm sẽ tiếp tục hoạt động như một bộ ba. Vào tháng 11 năm 2016, YG thông báo rằng CL và Dara đã gia hạn hợp đồng với tư cách là nghệ sĩ solo, cho thấy việc Park Bom rời công ty và sự tan rã của 2NE1. Vào ngày 21 tháng 1 năm 2017, 2NE1 xuất hiện với tư cách là bộ ba và phát hành "Goodbye" như một bài hát chia tay mà CL đã viết khi nghe tin Minji rời đi.
Mười sáu năm sau khi nhóm tan rã, nhóm nhạc nam K-pop thế hệ đầu tiên SECHSKIES đã ký hợp đồng với YG vào tháng 5 năm 2016 để khởi động lại sự nghiệp của họ. Trong cùng tháng, các doanh nghiệp công nghệ Trung Quốc Tencent và Weiying Technology đã công bố khoản đầu tư trị giá 85 triệu đô la Mỹ vào YG. Weiying chiếm 8,2% cổ phần của công ty và Tencent 4,5% cổ phần. YG sau đó đã thêm Lee Jong-suk, Kang Dong-won, và Kim Hee-jung vào danh sách diễn viên của họ. YG ra mắt nhóm nhạc nữ thứ hai BLACKPINK vào năm 2016, lần đầu tiên kể từ 2NE1, tiếp theo là rapper solo One vào năm sau.

### 2017–2019: Các bê bối, tranh cãi và sự ra đi của những nghệ sĩ
Cuối năm 2017, YG cùng JTBC tung ra chương trình sinh tồn tìm kiếm tài năng mang tên Mix Nine, cuộc thi giữa các thực tập sinh đến từ các công ty quản lý khác nhau. Mặc dù đội chiến thắng đã được lên kế hoạch ra mắt với tư cách là thần tượng, YG tiết lộ rằng màn ra mắt của nhóm nam chiến thắng đã bị hủy bỏ. Sự thất bại của buổi biểu diễn dẫn đến khoản lỗ phát sinh 7 tỷ won trong quý đầu tiên và 4 tỷ won trong ba tháng cuối năm 2017, khiến JYP Entertainment vượt qua YG để trở thành công ty K-pop có giá trị cao thứ hai.

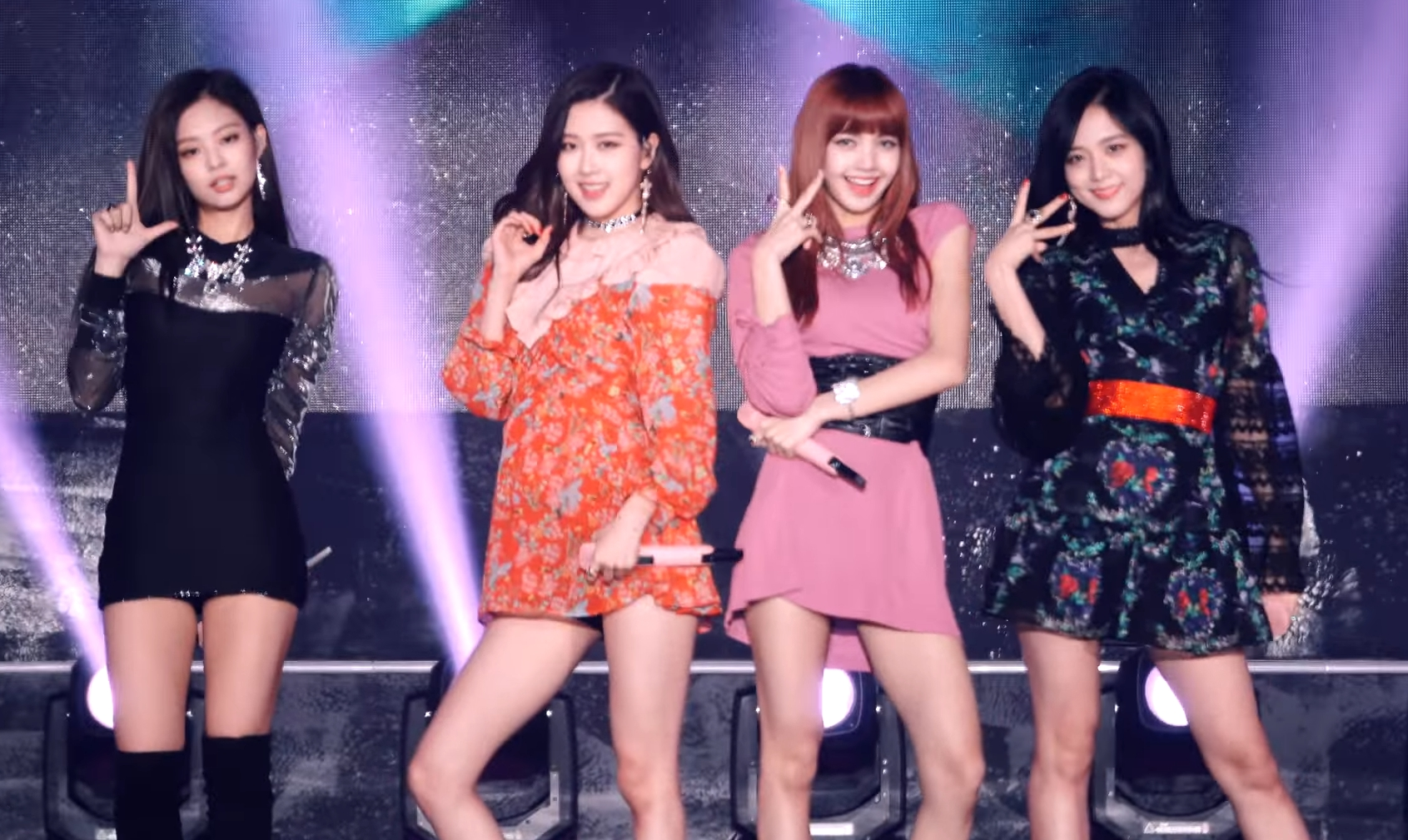
Blackpink ra mắt vào năm 2016 và trở thành nhóm nhạc nữ K-pop đầu tiên có bốn đĩa đơn quán quân trên bảng xếp hạng Doanh thu bài hát kỹ thuật số thế giới của Billboard.

Tháng 5 năm 2018, Psy rời công ty sau 8 năm gắn bó. Thành viên Tablo của Epik High thông báo nhóm nhạc hip-hop của anh đã chấm dứt hợp đồng với YG sau 6 năm hoạt động cùng nhau vào tháng 10 năm 2018. Đồng thời, HIGHGRND và nghệ sĩ này đã được ra mắt khỏi YG và Epik High. Vào tháng 11 năm 2018, YG đã công bố YG Treasure Box, một chương trình sống còn về tài năng để xác định đội hình cho nhóm nhạc nam tiếp theo dự kiến ra mắt vào năm 2019. YG sau đó đã thông báo rằng sự kiện này sẽ tạo ra hai nhóm, Treasure và Magnum, cả hai sẽ hoạt động với tên gọi là Treasure 13.
Vào năm 2019, vụ bê bối Burning Sun liên quan đến Seungri của Big Bang nóng lên và dẫn đến việc Seungri quyết định rút lui khỏi ngành giải trí để anh có thể tập trung vào pháp lý. Vụ án kéo theo tên tuổi anh chính thức tuyên bố giải nghệ vào ngày 11 tháng 3 năm 2019. Diễn viên hài Yoo Byung-jae quyết định rời YG trước khi hợp đồng của anh kết thúc, sau vụ bê bối này, tên tuổi của công ty càng bị kéo xuống. Đầu tháng 6 năm 2019, trưởng nhóm iKon B.I bị cho là đã cố gắng mua trái phép LSD và cần sa vào năm 2016, anh đã tuyên bố xin lỗi người hâm mộ và tuyên bố rời iKon cũng như YG Entertainment. Nhà sản xuất điều hành của YG, Yang Hyunsuk cũng được cho là đã thông đồng với cảnh sát để che đậy vụ án B.I.
Yang cũng bị buộc tội rửa tiền, đánh bạc bất hợp pháp và chuẩn bị dịch vụ tình dục cho các nhà đầu tư tiềm năng. Do hàng loạt vụ bê bối và tranh cãi này, Yang Hyun Suk đã từ chức khỏi tất cả các vị trí của mình tại công ty. Tương tự như vậy, em trai của anh ấy, Yang Min Suk, đã từ bỏ vị trí Giám đốc điều hành của YG Entertainment như một hình thức chịu trách nhiệm. Việc từ chức này được thông báo chính thức vào ngày 14 tháng 6 năm 2019. CFO Hwang Bo-kyung được bổ nhiệm làm CEO mới của YG vào ngày 20 tháng 6 năm 2019.
Tháng 7/2019, rapper One thông báo chia tay YG và thành lập công ty riêng. Sau khi 2NE1 tan rã vào năm 2016, CL thông báo rằng cô sẽ không gia hạn hợp đồng với YG Entertainment vào tháng 11 năm 2019. Cuối tháng 12 năm 2019, ca sĩ solo Lee Hi thông báo YG không còn là công ty chủ quản của cô, không lâu sau đó cô phát hành album mới với AOMG.

### 2020–nay: Những phát triển gần đây

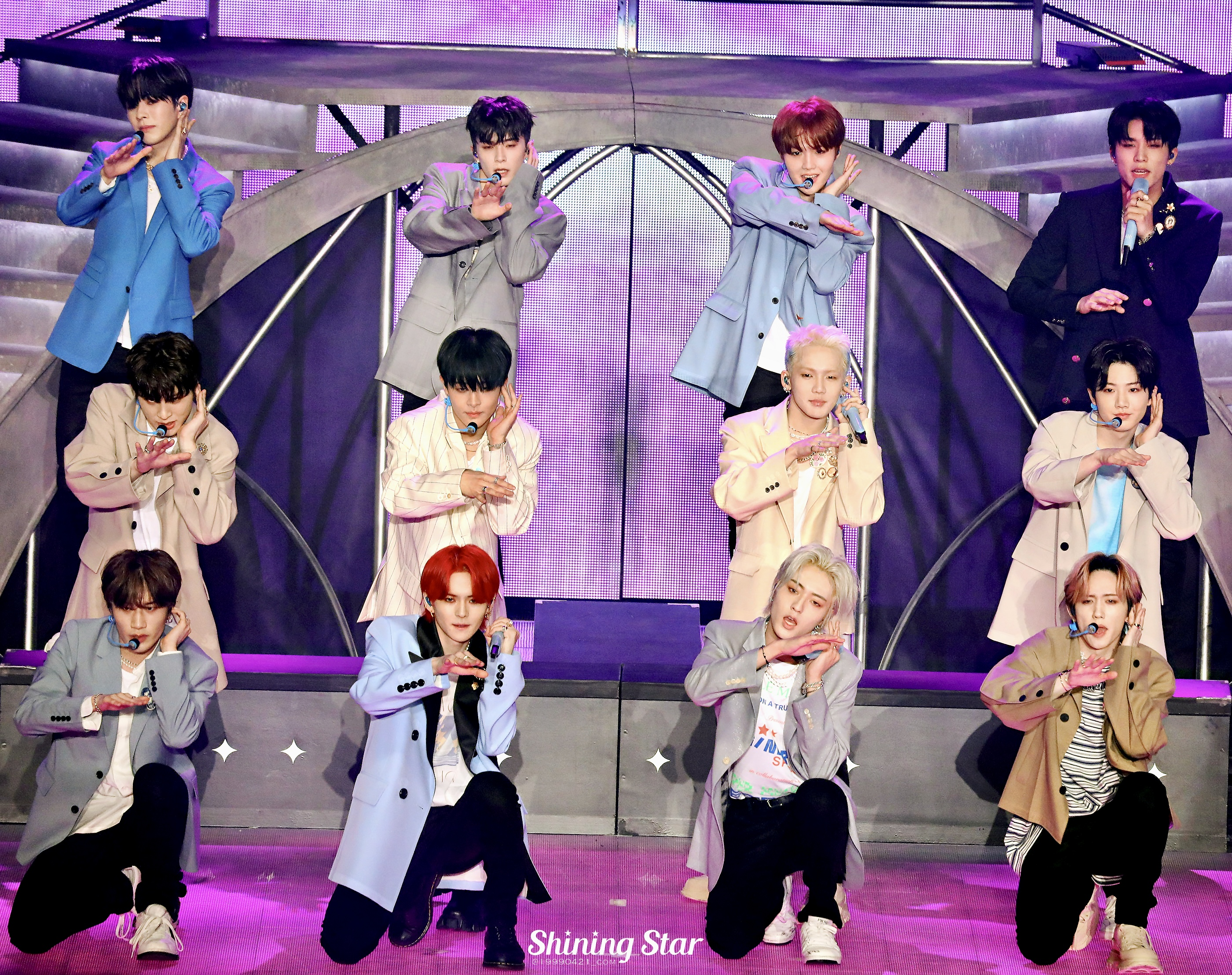
Treasure vào tháng 4 năm 2022

Vào năm 2020, YG đã công bố kế hoạch ra mắt của Treasure đã bị trì hoãn từ năm 2019, Blackpink của album đầy đủ đầu tiên và sự trở lại của Big Bang cuối cùng đã bị trì hoãn cho đến năm 2022. Họ dự kiến sẽ xuất hiện tại lễ hội Coachella năm 2020, cho đến khi nó bị hủy bỏ do đại dịch COVID-19. Trong nửa đầu năm 2020, tăng trưởng tài chính của YG dần phục hồi sau thời kỳ lao dốc. Điều này được hỗ trợ bởi định hướng chiến lược kinh doanh chủ yếu hướng đến người hâm mộ quốc tế. Tình cảm của công chúng trong nước vẫn chưa cho thấy ảnh hưởng tích cực, nhưng 70% doanh thu của YG Entertainment đến từ người hâm mộ nước ngoài, phần lớn đến từ các hoạt động đầu tiên của iKon sau khi B.I rời đi và hoạt động của G-Dragon ở Trung Quốc vào thời điểm đó.
Trong nửa cuối năm 2020, YG cho thấy xu hướng tài chính khả quan nhờ loạt album đầu tay của Treasure, full album của Blackpink, hoạt động solo của Mino, Yoon của nhóm Winner và Suhyun của AKMU. Dù không đạt mục tiêu kỳ vọng nhưng giá trị này được cho là do dịch COVID-19 khiến một số buổi diễn bị hủy. Việc xây dựng tòa nhà YG Entertainment mới được tuyên bố hoàn thành vào tháng 9 năm 2020, tòa nhà này được chọn là tòa nhà công ty giải trí sang trọng và đắt đỏ nhất tại Hàn Quốc.
Vào tháng 1 năm 2021, có thông tin cho rằng Big Hit Entertainment và bộ phận công nghệ beNX đã đầu tư tổng cộng 70 tỷ won (63 triệu đô la Mỹ) vào công ty con của YG Entertainment là YG Plus, tương đương 17,9% cổ phần của công ty. tổng số cổ phần. Khoản đầu tư này được thực hiện như một hình thức hợp tác chiến lược giữa Big Hit Entertainment, beNX, YG Entertainment và YG Plus, sẽ hợp tác với nhau trong các lĩnh vực kinh doanh khác nhau như nền tảng, phân phối, nội dung và hàng hóa. YG Plus là nhà phân phối chính các sản phẩm của Hybe Corporation và beNX (nay là Weverse Company) cung cấp nội dung và nền tảng cho các nghệ sĩ YG.
Vào ngày 4 tháng 5 năm 2021, Sàn giao dịch chứng khoán Hàn Quốc thông báo rằng YG đã bị giáng cấp từ công ty blue-chip xuống các doanh nghiệp cỡ trung bình thường. Trạng thái blue-chip đã được mua lại vào tháng 4 năm 2013. Công ty ghi nhận khoản lỗ ròng 1,8 tỷ won và lợi nhuận trên vốn chủ sở hữu là -0,5%. Hoạt động kinh doanh chính của nó, sản xuất và quản lý âm nhạc, đã bị lỗ trong hoạt động trong hai năm qua.
Vào năm 2022, YG Entertainment đã thông báo rằng Treasure sẽ trở lại với album mới của họ, album sẽ được phát hành vào tháng 2 năm 2022. Sau khi Jinwoo và Seunghoon hoàn thành nghĩa vụ quân sự bắt buộc vào tháng 1 năm 2022, Winner đã tập hợp đội hình đầy đủ và thông báo sẽ sớm trở lại với album mới và đội hình đầy đủ sau khi Seungyoon và Mino tích cực phát hành album solo trong thời gian nhóm tạm nghỉ, YG Entertainment thông báo rằng Seungyoon sẽ phát hành một album vào tháng 3 năm 2022. Treasure và Winner sẽ tổ chức concert riêng vào tháng 4 năm 2022.
Vào tháng 2 năm 2022, YG Entertainment thông báo rằng Big Bang sẽ phát hành màn trở lại đầu tiên sau 5 năm gián đoạn. Ngoài ra, họ cũng thông báo rằng T.O.P đã chấm dứt hợp đồng với YG. Vào ngày 1 tháng 7 năm 2022, Yang Min-suk, anh trai của người sáng lập YG Entertainment, Yang Hyun-suk, đã trở lại công ty sau 3 năm làm đồng CEO, cùng với CEO hiện tại, Hwang Bo-kyung.
Vào ngày 26 tháng 12 năm 2022, có thông báo rằng cả Taeyang và Daesung sẽ rời YG Entertainment sau 16 năm. Taeyang sẽ chuyển sang công ty con The Black Label trong khi Daesung đang tìm kiếm một khởi đầu mới dưới một công ty mới và cả hai đều cam đoan rằng họ sẽ vẫn là thành viên của BigBang. Vào ngày 30 tháng 12 năm 2022, YG thông báo rằng tất cả các thành viên còn lại của iKon đã quyết định không gia hạn hợp đồng sau 7 năm hoạt động trong ngành. Sự ra mắt của nhóm nhạc nữ mới của YG sau bảy năm, BabyMonster, cũng được nhá hàng.

## Đối tác
Trong nước, YG đã có quan hệ đối tác với M-Boat Entertainment và EunGun Entertainment, Yamazone Music và Booda Sound. Sau khi hợp đồng với Big Mama và Soul Star kết thúc, EunGun và M-Boat cũng kết thúc các hoạt động của họ với YG Entertainment.
Bắt đầu từ năm 2005, YG mở rộng sang thị trường nước ngoài. Se7en là nghệ sĩ YG đầu tiên mở rộng hoạt động sang những nước còn lại của châu Á. YG đã hợp tác cùng Nexstar Records, một nhãn hiệu Nippon Columbia, để quản lý việc phát hành những sản phẩm tiếng Nhật của Se7en 
Universal Music Japan quản lý các hoạt động tại Nhật của Big Bang, và Avex Group quản lý các hoạt động tại Nhật của 2NE1. YG Entertainment phát hành các album tiếng Hàn thông qua 21 East Entertainment tại Trung Quốc, GMM International tại Thái Lan, và Universal Records tại Philippines.
Năm 2011, YG Entertainment hợp tác với SM Entertainment, JYP Entertainment, KeyEast, AMENT và Star J Entertainment tạo nên United Asia Management để tạo ra một nỗ lực quảng bá âm nhạc Hàn Quốc ra quốc tế 

### KMP Holdings
Tháng 3 năm 2010, KMP Holdings được thành lập thông qua hợp tác giữa YG, SM Entertainment, JYP, Star Empire và các công ty khác. KMP là nhà phân phối chính thức những sản phẩm của những công ty trên. KMP là viết tắt của Korean Music Power.

### United Asia Management
Tháng 4 năm 2011, YG, SM, JYP, KeyEast, AMENT và Star J Entertainment đã hợp tác thành lập United Asia Management nhằm mục đích quảng bá âm nhạc Hàn Quốc ra thế giới.

### YGEX
YGEX được thành lập dưới quan hệ đối tác giữa Avex Group và YG Entertainment cho việc quảng bá và phát hành của các nghệ sĩ YG tại Nhật Bản. Các nghệ sĩ của YGEX bao gồm tất cả những nghệ sĩ đang hoạt động thuộc YG Entertainment.

### YG Plus
YG Plus Inc., trước đây là Phoenix Holdings Inc.,là một công ty truyền thông và quảng cáo được YG Entertainment mua lại vào tháng 10 năm 2014. Yang Min-suk được bổ nhiệm làm CEO của công ty, YG Entertainment sở hữu 38,6% cổ phần của công ty. Một số khách hàng đáng chú ý của nó bao gồm Coca-Cola, SK Telecom và The Face Shop. YG Plus hiện sở hữu 100% cổ phần của YG KPlus và YG Golf Academy, với cổ phần thiểu số tại Moonshot và Nonagon. Năm 2019, công ty bước vào lĩnh vực phân phối âm nhạc. Vào ngày 27 tháng 1 năm 2021, nó đã được tiết lộ rằng Hybe Corporation và công ty con công nghệ của Hybe, Weverse Company (trước đây là beNX) đã đầu tư 70 tỷ KRW (~ 63 triệu USD) vào công ty.

### YG & Hyundai Card
Tháng 6 năm 2012, YG đã kết hợp cùng với hãng sản xuất Hyunndai để chung tay phát hành và quảng bá album Still Alive của Big Bang.

## Từ thiện
YG Entertainment là một công ty tham gia rất nhiều hoạt động từ thiện, tạo dựng chiến dịch cộng đồng cùng với WITH. Họ quyên góp 100 won cho mỗi album bán ra, 1% từ các doanh thu bán lẻ, và 1,000 won cho bất cứ các vé hòa nhạc nào được bán ra cho các tổ chức từ thiện. Vào năm 2009, số tiền lên tới $141,000 USD. Họ vượt mức số tiền đó vào năm sau với $160,000 USD. Tổng cộng là $87,000 USD dành cho các suất học bổng cho Holt Children's Services trong khi $69,000 USD là dành cho các trẻ em mắc bệnh hiểm nghèo. YG Family cũng đã trực tiếp quyên tặng $4,400 USD, đó là số tiền mua than cho các gia đình nghèo khó trong mùa đông. Công ty cũng thông báo rằng sẽ ủng hộ khoảng USD $500,000 cho việc cứu trợ các nạn nhân của trận động đất và sóng thần tại Nhật Bản năm 2011.

## Nghệ sĩ

### Nghệ sĩ thu âm hiện tại
| Nhóm nhạc - Sechs Kies - Big Bang - 2NE1 - Winner - Blackpink - Treasure - BabyMonster Bộ đôi - GD & TOP - AKMU - GD X Taeyang - BOM&HI | Solo - Eun Ji-won - Big Bang - Taeyang - G-Dragon - Daesung - Winner - Kang Seung-yoon - Jinu - Mino - Blackpink: - Jisoo - Jennie - Rosé - Lisa - Treasure - Yedam - AKMU - Lee Suhyun - Lee Chanhyuk - 2NE1 - CL - Park Bom - Dara - Minzy | Nhà sản xuất - G-Dragon (Big Bang) - T.O.P (Big Bang) - Teddy - P.K - DEE.P - Mino (Winner) - Kang Seung-yoon (Winner) - Lee Chan-hyuk (AKMU) - Choice37 - Bigtone - Kang Uk-jin - Millennium - Ham Seung-chun - Airplay - Rovin - ihwak - Diggy - Liøn - Lydia Paek |

### Công ty con
| The Black Label - Rosé - Jeon So-mi - Okasian - Vince - Loren - Nhà sản xuất - Seo Won-jin - Jeon Somi - Dress - Joe Rhee - R.Tee - 24 - Peejay - Okasian (The Cohort) - Bryan Chase (The Cohort) | YGX - Viini - Anda - Nhà sản xuất: - Choice37 - Hae - Se.A - 1105 - Lil G - Sonny | YGKplus - ATO6 |  |

### Diễn viên
- Cha Seung-won
- Choi Ji-woo
- Claudia Kim
- Han Seung-yeon[a]
- Jang Hyun-sung
- Jang Ki-yong[b]
- Jin Kyung
- Jung Hye-young
- Jung Yun-seok[a]
- Joo Woo-jae[a][b]
- Kal So-won
- Kang Hui
- Kang Seung-yoon
- Kim Hee-ae
- Kim Ji-soo
- Kwon Han-sol[a]
- Kwon Hyun-bin[a][b]
- Kyung Soo-jin
- Lee Ho-jung[b]
- Lee Hyun-wook[b]
- Lee Joo-myung
- Lee Ki-taek
- Lee Soo-hyuk[a]
- Lee Sung-kyung
- Lee Woo-je
- Nam Kyu-hee[b]
- Park Hyeong-seop[b]
- Park So-yi
- Park Soo-yeon
- Park Tae-in[a]
- Seo Jeong-yeon
- Seo Lee-seo
- Shim Young-eun
- Son Na-eun
- Wang Yi-jun
- Yoo In-na
- Yoo Seung-ho

● Park Yoo Na
| Koo | Junhoe |

### Vũ công
| HI-TECH - Lee Jae-wook - Park Jung-heon - Kim Hee-yeon - Kim Byung-gon - Kwon Young-deuk - Kwon Young-don - Yoo Choong-jae - Heo Jun-seon - Lee Sa-heon - Shin Dong-ho | CRAZY - Kim Hee-jung - Won Ah-yeon - Kim Min-jung - Park Eun-young - Choi Sae-bom - Choi Hye-jin - Kim I-seul - Jin Su-hyun - Mai Murakawa - Son Su-bin - Park Eun-chong - Lulu Kim |

### Người mẫu
| Người mẫu nữ - Ahn Ye-won (thí sinh Produce 48) - Bae Yoon-young - Cho Yelim - Choi Ah-reum - Choi Ha-rim - Choi Jung-in - Choi Yeon-soo (thí sinh Produce 48) - Choi Young-ji - Choi Sae-hui - Choi So-ra - Ellis Ahn - Gil Minso - Ha Naryoung - Han Hye-yeon - Hanna N - Huh Bo-mi - Hong Hyo - Hong Na-kyung - Hwang Hyun-joo - Hwang So-hee - Hyun Ji-eun - Jeon Min ok - Ji ESuu - Jisoo (Blackpink) - Ji Ho-jin - Jo Hye-joo - Ju Hee-jeong - Jung Han-sol - Jung Ji-young - Jung Soo-hyun - Jung Yoo-sun - Kang Yoon-ji - Kelly Low (Park Min Jae) - Kim Eun-sun - Kim Hae-ah - Kim Hyo-kyung - Kim Hyun-hee - Kim Sae-in - Kim Sang-Won - Kim Su-bin - Kim Yae-ji - Kim Ye-rim - Ko Eun-bi - Jennie (Blackpink) - Kwon Ji-ya - Lisa (Blackpink) - Jeon So-mi - Lee Ha-eun - Lee Ho-jung - Lee Jay - Lee Ji-hye - Lee Jung-hyun - Lee Roo-young - Lee Seung-mee - Lee Song-yi - Lee Su-jin - Lee Sung-kyung - Lee Yeon-joo - Nadine Lee - Oh Hye-ji - Park Jung-min - Park Sae-jin - Park Su-jin - Park Sun-ha - Park Yae-woon - Shim Soyoung - Shin Ha-young - Shin Hey-nam - Shin Hye-jin - Shin Hyun-ji - Shin Yae-min - Song Hyun-min - Song Jae-hee - Tiana Tolstoi - Um Ye-jin - Um Yoo-jung - Wu I-Hua - Yang Rira - Yeo Yeon-hui - Yoo Eun-bi - Yoon Seon-ah - Rosé (Blackpink) | Người mẫu nam - Ahn Ju-ni - Bae Joon-seok - Bang Joo-ho - Cheon Sang-hun - Cho David - Cho Hwan - Cho Hyo-in - Cho Sung-hoon - Choi Chang-wook - Choi Han-bin - Choi Jeong-gab - Choi Yeon-kyu - Erick Vic. - Go Ung-ho - Ha Seok-hwan - Han Sol - Hwang In-yeop - Jang Ki-yong - Joo Woo-jae - Joel Roberts - Jeon Jun-yeong - Jeong Rok-hui - Jiwon Hyuk - Jung Hyo-joon (tham gia Produce 101 mùa 2) - Jung Jong-won - Jung Sung-joon - Jung Ui-sung - Jung Yongsoo - Kang Hui - Kang Hyuk-moon - Kang Sung-jin - Kang Won-jae - Kim Alex - Kim Bo-heon - Kim Gun-woo - Kim Gyu-ho - Kim Hak-soo - Kim Han-byul - Kim Ho-sung - Kim Hyun-jin - Kim Hyun-woo (ATO6) - Kim Jong-hoon - Kim Jung-sik - Kim Ki-bum - Kim Kwan-joon - Kim Min-jong - Kim Pil-su - Kim Seung-eun - Kim Seung-hyun - Kim Sung-yeon - Kim Tae-wan - Kim Tae-woo - Kim Woo-ram - Kim Young-seok - Kwon Ju-hyung - Lee Bom-chan - Lee Gi-hean (ATO6) - Lee Hyun-jun - Lee Hyun-wook - Lee Hyung-seok - Lee Jae-seok - Lee Jin-kyeong - Lee Ji-seok - Lee Keun-yong - Lee Ki-taek - Lee Myoun-gil - Lee Seok-chan - Lee Soo-min - Lee Soo-hyuk - Lee Woo-chan - Lim Hoo-seok - Lim Jae-hyung - Meng Joo-ho - Nam Goong-dam - Nikita Tolstoi - Oh Jae-young - Park Bo-sung - Park Byung-min - Park Hong (ATO6) - Park Hyeong-seop - Park Jong-ik - Park Ki-tae - Park Yae-chan - Seo Soo-won - Seo Hong-seok - Seok Ji-an - Seong Woo-jin - Shin Jae-hyuk - Shin Dong-ho - Shin Yong-guk (ATO6) - Son Hyun-woo (ATO6) - Viini (cựu thành viên JBJ) - Song Kyung-mok - Yoo Hyun-woo - Yoon Jun-woo - Yoon Su-ho - Won Jeong Hwang |  |  |